# Newcastle United Jets Football Club
Il Newcastle United Jets Football Club è una società calcistica australiana con sede a Newcastle, nel Nuovo Galles del Sud. Milita nella A-League Men, massima serie del campionato australiano di calcio.
Il club è stato fondato nel 2000, quando ha partecipato alla National Soccer League come Newcastle United.
Gioca le partite casalinghe all'EnergyAustralia Stadium, impianto da 26.126 posti.

## Storia

### Le origini
La prima squadra con sede a Newcastle che partecipa ad un campionato nazionale è il Newcastle KB United che è fondato nel 1978, un anno dopo la creazione della National Soccer League.
Il titolo sportivo per la partecipazione al massimo campionato nazionale australiano è poi acquisito dagli Adamstown Rosebuds nel 1984 dopo il fallimento del Newcastle KB United. I Rosebuds cambiano il proprio nome in Newcastle Rosebud United nel periodo in cui partecipano alla NSL.
Il titolo sportivo passa poi nel 1991 ai Newcastle Breakers, club creato sulla base dei Newcastle Australs, squadra fondata nel 1952 dai membri del Gretna Austral.

### Il Newcastle United
Il Newcastle United è fondato nel 2000 da Con Constantine sulle ceneri dei Newcastle Breakers, a cui era stato revocato il titolo sportivo per la partecipazione alla NSL alla conclusione della stagione 1999/2000. Con la fondazione della nuova società la squadra torna a giocare allo stadio del Newcastle KB United, ovvero l'EnergyAustralia Stadium.
Il club è poi rinominato in Newcastle United Jets quando partecipa alla A-League per la stagione inaugurale 2005-06. Tale operazione fu necessaria anche al fine di evitare di confondere la società australiana con quella inglese partecipante alla Premier League inglese, il Newcastle United F.C.. Il nome "Jets" si riferisce alla Base aerea di Williamtown, situata a circa 20 chilometri a Nord di Newcastle, mentre il nuovo logo del club riporta tre F/A-18 Hornet, che la Royal Australian Air Force ospita a Williamtown.

### A-League
L'ex allenatore della Nazionale inglese e della Nazionale australiana Terry Venables è segnalato inizialmente come il favorito per diventare il direttore tecnico della squadra, ma la cosa è poi smentita dal suo agente. Successivamente viene invece annunciato l'arrivo di Richard Money per la stagione 2005-06. Fra i giocatori che arrivano ai Jets vi è anche Ned Zelić, nazionale australiano che firma un contratto biennale. La squadra si classifica al quarto posto in campionato, qualificandosi per le finali dove però vengono eliminati nelle semifinali dai Central Coast Mariners.
A fine stagione l'allenatore Money viene ingaggiato dalla squadra inglese del Walsall, venendo così sostituito da Nick Theodorakopoulos. Nell'Ottobre del 2006 però, dopo aver disputato la Pre Season Cup e le prime sette giornate di campionato senza aver ottenuto nessuna vittoria, Theodorakopoulos diventa il primo allenatore ad essere esonerato nella storia del club dall'inizio della partecipazione all'A-League. Il suo assistente Gary van Egmond prende il posto di allenatore per il resto della stagione 2006-07, per poi firmare successivamente anche un contratto di altre tre anni con il club.
Il 19 gennaio 2007 i Jets si qualificano per la seconda volta consecutiva alle finali di A-League dopo aver sconfitto per 4-0 i Melbourne Victory. La squadra però viene eliminata nella finale preliminare dall'Adelaide United dopo i calci di rigore, non riuscendo così a raggiungere la qualificazione per la finale nazionale e mancando così anche la partecipazione alla stagione successiva della AFC Champions League.
Molto migliore la prestazione per la stagione 2006-07. Al contrario di molte previsioni, il Newcastle Jets finisce il campionato in seconda posizione. Dopo aver vinto con il Queensland Roar per raggiungere la finalissima con il Central Coast Mariners vince 1-0 perciò diventando Campione in carica.
Per disputare la AFC Champions League 2009 i Newcastle Jets hanno ingaggiato per 6 mesi l'attaccante ex Lazio, Parma, Salernitana e Modena, Fabio Vignaroli.
Il 20 maggio 2015 la federazione australiana annuncia l'immediata revoca della licenza per disputare l'A-League a seguito di problemi finanziari del club.

## Divise
La prima divisa fu blu reale con banda rossa.
In seguito fu color oro fino all'attuale divisa a strisce rosso-blu.
| 2000-2005 | 2005-2012 | 2012- |

## Palmarès

### Competizioni nazionali
- Campionato australiano: 1

2007-2008

### Altri piazzamenti
- Campionato australiano:

Secondo posto: 2017-2018
Terzo posto: 2006-2007

## Rosa 2024-2025
| N. |                      | Ruolo | Calciatore         |
| -- | -------------------- | ----- | ------------------ |
| 1  | Australia (bandiera) | P     | Ryan Scott         |
| 6  | Australia (bandiera) | C     | Matthew Scarcella  |
| 7  | Australia (bandiera) | A     | Eli Adams          |
| 9  | Australia (bandiera) | A     | Lachlan Rose       |
| 10 | Brasile (bandiera)   | C     | Wellissol          |
| 11 | Australia (bandiera) | C     | Jacob Dowse        |
| 13 | Australia (bandiera) | C     | Clayton Taylor     |
| 14 | Australia (bandiera) | D     | Dane Ingham        |
| 15 | Australia (bandiera) | D     | Aleksandar Šušnjar |
| 17 | Australia (bandiera) | C     | Kosta Grozos       |
| 18 | Australia (bandiera) | A     | Ben Gibson         |
| 19 | Australia (bandiera) | C     | Callum Timmins     |
| 21 | Australia (bandiera) | P     | Noah James         |

| N. |                          | Ruolo | Calciatore       |
| -- | ------------------------ | ----- | ---------------- |
| 22 | Croazia (bandiera)       | D     | Phillip Cancar   |
| 23 | Australia (bandiera)     | D     | Daniel Wilmering |
| 24 | Australia (bandiera)     | C     | Alex Nunes       |
| 25 | Australia (bandiera)     | C     | Oscar Fryer      |
| 27 | Australia (bandiera)     | D     | Nathan Grimaldi  |
| 28 | Australia (bandiera)     | C     | Will Dobson      |
| 29 | Australia (bandiera)     | A     | Justin Vidic     |
| 33 | Australia (bandiera)     | D     | Mark Natta       |
| 37 | Nuova Zelanda (bandiera) | C     | Lachlan Bayliss  |
| 39 | Australia (bandiera)     | D     | Thomas Aquilina  |
| 44 | Australia (bandiera)     | D     | Ben Van Dorssen  |
| 66 | Australia (bandiera)     | P     | Zac Bowling      |

## Rosa 2023-2024
| N. |                      | Ruolo | Calciatore       |
| -- | -------------------- | ----- | ---------------- |
| 1  | Australia (bandiera) | P     | Jack Duncan      |
| 2  | Australia (bandiera) | D     | Dane Ingham      |
| 3  | Australia (bandiera) | D     | Jason Hoffman    |
| 5  | Australia (bandiera) | C     | Matthew Jurman   |
| 6  | Australia (bandiera) | C     | Brandon O'Neill  |
| 7  | Australia (bandiera) | A     | Trent Buhagiar   |
| 8  | Georgia (bandiera)   | C     | Beka Dartsmelia  |
| 9  | Georgia (bandiera)   | A     | Beka Mikeltadze  |
| 10 | Australia (bandiera) | C     | Reno Piscopo     |
| 11 | Australia (bandiera) | A     | Jaushua Sotirio  |
| 14 | Australia (bandiera) | D     | Mohamed Al-Taay  |
| 15 | Francia (bandiera)   | C     | Jason Berthomier |
| 16 | Australia (bandiera) | C     | Kosta Grozos     |
| 18 | Australia (bandiera) | C     | Daniel Stynes    |

| N. |                          | Ruolo | Calciatore      |
| -- | ------------------------ | ----- | --------------- |
| 19 | Australia (bandiera)     | C     | Callum Timmins  |
| 20 | Australia (bandiera)     | P     | Michael Weier   |
| 22 | Australia (bandiera)     | D     | Riley Warland   |
| 23 | Australia (bandiera)     | C     | Rory Jordan     |
| 24 | Australia (bandiera)     | D     | James McGarry   |
| 25 | Inghilterra (bandiera)   | D     | Carl Jenkinson  |
| 26 | Australia (bandiera)     | A     | Archie Goodwin  |
| 28 | Australia (bandiera)     | D     | Blake Archbold  |
| 30 | Australia (bandiera)     | P     | Noah James      |
| 32 | Australia (bandiera)     | C     | Angus Thurgate  |
| 33 | Australia (bandiera)     | D     | Mark Natta      |
| 37 | Nuova Zelanda (bandiera) | C     | Lachlan Bayliss |
|    | Australia (bandiera)     | C     | Peter Grozos    |
|    | Australia (bandiera)     | A     | Eli Babalj      |

## Rosa 2022-2023
| N. |                      | Ruolo | Calciatore      |
| -- | -------------------- | ----- | --------------- |
| 1  | Australia (bandiera) | P     | Jack Duncan     |
| 2  | Australia (bandiera) | D     | Dane Ingham     |
| 3  | Australia (bandiera) | D     | Jason Hoffman   |
| 5  | Australia (bandiera) | C     | Matthew Jurman  |
| 6  | Australia (bandiera) | C     | Brandon O'Neill |
| 7  | Australia (bandiera) | A     | Trent Buhagiar  |
| 8  | Georgia (bandiera)   | C     | Beka Dartsmelia |
| 9  | Georgia (bandiera)   | A     | Beka Mikeltadze |
| 10 | Australia (bandiera) | C     | Reno Piscopo    |
| 11 | Australia (bandiera) | A     | Jaushua Sotirio |
| 14 | Australia (bandiera) | D     | Mohamed Al-Taay |
| 16 | Australia (bandiera) | C     | Kosta Grozos    |
| 18 | Australia (bandiera) | C     | Daniel Stynes   |

| N. |                        | Ruolo | Calciatore     |
| -- | ---------------------- | ----- | -------------- |
| 19 | Australia (bandiera)   | C     | Callum Timmins |
| 20 | Australia (bandiera)   | P     | Michael Weier  |
| 22 | Australia (bandiera)   | D     | Riley Warland  |
| 23 | Australia (bandiera)   | C     | Rory Jordan    |
| 24 | Australia (bandiera)   | D     | James McGarry  |
| 25 | Inghilterra (bandiera) | D     | Carl Jenkinson |
| 26 | Australia (bandiera)   | A     | Archie Goodwin |
| 28 | Australia (bandiera)   | D     | Blake Archbold |
| 30 | Australia (bandiera)   | P     | Noah James     |
| 32 | Australia (bandiera)   | C     | Angus Thurgate |
| 33 | Australia (bandiera)   | D     | Mark Natta     |
|    | Australia (bandiera)   | C     | Peter Grozos   |
|    | Australia (bandiera)   | A     | Eli Babalj     |

## Rosa 2021-2022
| N. |                      | Ruolo | Calciatore       |
| -- | -------------------- | ----- | ---------------- |
| 1  | Australia (bandiera) | P     | Jack Duncan      |
| 2  | Australia (bandiera) | D     | Dane Ingham      |
| 3  | Australia (bandiera) | D     | Jason Hoffman    |
| 4  | Australia (bandiera) | D     | Jordan Elsey     |
| 5  | Australia (bandiera) | C     | Ben Kantarovski  |
| 6  | Australia (bandiera) | C     | Matthew Jurman   |
| 7  | Australia (bandiera) | C     | Jordan O'Doherty |
| 8  | Spagna (bandiera)    | C     | Mario Arqués     |
| 9  | Georgia (bandiera)   | A     | Beka Mikeltadze  |
| 10 | Camerun (bandiera)   | C     | Olivier Boumal   |
| 11 | Brasile (bandiera)   | C     | Daniel Penha     |
| 14 | Australia (bandiera) | D     | Mohamed Al-Taay  |
| 15 | Australia (bandiera) | D     | Dylan Murnane    |
| 16 | Australia (bandiera) | C     | Kosta Grozos     |

| N. |                          | Ruolo | Calciatore         |
| -- | ------------------------ | ----- | ------------------ |
| 17 | Sudan del Sud (bandiera) | C     | Valentino Yuel     |
| 19 | Australia (bandiera)     | A     | Kosta Petratos     |
| 21 | Grecia (bandiera)        | C     | Savvas Siatravanis |
| 22 | Australia (bandiera)     | D     | Riley Warland      |
| 23 | Australia (bandiera)     | A     | Eli Babalj         |
| 25 | Australia (bandiera)     | C     | Samuel Silvera     |
| 26 | Australia (bandiera)     | A     | Archie Goodwin     |
| 27 | Australia (bandiera)     | C     | Lucas Mauragis     |
| 28 | Australia (bandiera)     | D     | Blake Archbold     |
| 32 | Australia (bandiera)     | C     | Angus Thurgate     |
| 40 | Australia (bandiera)     | P     | Noah James         |
| 50 | Australia (bandiera)     | P     | Michael Weier      |
| 51 | Australia (bandiera)     | C     | Jordan Lennon      |

## Rosa 2020-2021
| N. |                          | Ruolo | Calciatore           |
| -- | ------------------------ | ----- | -------------------- |
| 1  | Australia (bandiera)     | P     | Lewis Italiano       |
| 2  | Australia (bandiera)     | D     | John Koutroumbis     |
| 3  | Australia (bandiera)     | D     | Jason Hoffman        |
| 4  | Australia (bandiera)     | D     | Nigel Boogard        |
| 5  | Australia (bandiera)     | C     | Ben Kantarovski      |
| 6  | Australia (bandiera)     | C     | Steven Ugarković     |
| 9  | Irlanda (bandiera)       | A     | Roy O'Donovan        |
| 11 | Australia (bandiera)     | C     | Ramy Najjarine       |
| 13 | Australia (bandiera)     | C     | Yerasimakis Petratos |
| 14 | Iraq (bandiera)          | C     | Ali Abbas            |
| 15 | Australia (bandiera)     | A     | Tete Yengi           |
| 17 | Sudan del Sud (bandiera) | C     | Valentino Yuel       |

| N. |                      | Ruolo | Calciatore            |
| -- | -------------------- | ----- | --------------------- |
| 19 | Australia (bandiera) | A     | Kosta Petratos        |
| 21 | Australia (bandiera) | C     | Luka Prso             |
| 22 | Australia (bandiera) | D     | Lachlan Jackson       |
| 23 | Australia (bandiera) | P     | Jack Duncan           |
| 24 | Australia (bandiera) | D     | Connor O'Toole        |
| 25 | Australia (bandiera) | C     | Jack Simmons          |
| 27 | Australia (bandiera) | C     | Lucas Mauragis        |
| 28 | Australia (bandiera) | D     | Patrick Langlois      |
| 32 | Australia (bandiera) | C     | Angus Thurgate        |
| 44 | Australia (bandiera) | D     | Nikolai Topor-Stanley |
|    | Australia (bandiera) | D     | Michael Neill         |
|    | Australia (bandiera) | C     | Jack Armson           |

## Rosa 2019-2020
| N. |                             | Ruolo | Calciatore          |
| -- | --------------------------- | ----- | ------------------- |
| 1  | Australia (bandiera)        | P     | Lewis Italiano      |
| 3  | Australia (bandiera)        | D     | Jason Hoffman       |
| 4  | Australia (bandiera)        | D     | Nigel Boogard       |
| 5  | Australia (bandiera)        | C     | Ben Kantarovski     |
| 6  | Australia (bandiera)        | C     | Steven Ugarković    |
| 7  | Irlanda (bandiera)          | A     | Roy O'Donovan       |
| 8  | Irlanda (bandiera)          | C     | Wes Hoolahan        |
| 9  | Panama (bandiera)           | A     | Abdiel Arroyo       |
| 10 | Australia (bandiera)        | C     | Dimitri Petratos    |
| 11 | Australia (bandiera)        | C     | Nicholas Fitzgerald |
| 13 | Irlanda del Nord (bandiera) | D     | Bobby Burns         |
| 14 | Inghilterra (bandiera)      | C     | Kaine Sheppard      |
| 16 | Australia (bandiera)        | C     | Matthew Millar      |

| N. |                          | Ruolo | Calciatore            |
| -- | ------------------------ | ----- | --------------------- |
| 18 | Australia (bandiera)     | D     | John Koutroumbis      |
| 19 | Australia (bandiera)     | A     | Kosta Petratos        |
| 20 | Nuova Zelanda (bandiera) | P     | Glen Moss             |
| 22 | Australia (bandiera)     | D     | Lachlan Jackson       |
| 23 | Nuova Zelanda (bandiera) | C     | Matthew Ridenton      |
| 25 | Australia (bandiera)     | C     | Jack Simmons          |
| 28 | Australia (bandiera)     | D     | Patrick Langlois      |
| 29 | Australia (bandiera)     | D     | Connor O'Toole        |
| 31 | Australia (bandiera)     | C     | Maki Petratos         |
| 32 | Australia (bandiera)     | C     | Angus Thurgate        |
| 40 | Australia (bandiera)     | P     | Noah James            |
| 44 | Australia (bandiera)     | D     | Nikolai Topor-Stanley |

## Rosa 2017-2018
| N. |                        | Ruolo | Calciatore       |
| -- | ---------------------- | ----- | ---------------- |
| 1  | Australia (bandiera)   | P     | Jack Duncan      |
| 3  | Australia (bandiera)   | D     | Jason Hoffman    |
| 4  | Australia (bandiera)   | D     | Nigel Boogard    |
| 5  | Australia (bandiera)   | C     | Ben Kantarovski  |
| 6  | Australia (bandiera)   | C     | Steven Ugarković |
| 7  | Australia (bandiera)   | A     | Dimitri Petratos |
| 8  | Venezuela (bandiera)   | C     | Ronald Vargas    |
| 9  | Irlanda (bandiera)     | A     | Roy O'Donovan    |
| 10 | Inghilterra (bandiera) | C     | Wayne Brown      |
| 12 | Australia (bandiera)   | C     | Mario Shabow     |
| 13 | Croazia (bandiera)     | D     | Ivan Vujica      |
| 14 | Australia (bandiera)   | C     | Mitch Cooper     |
| 16 | Australia (bandiera)   | D     | Nick Cowburn     |

| N. |                               | Ruolo | Calciatore            |
| -- | ----------------------------- | ----- | --------------------- |
| 17 | Macedonia del Nord (bandiera) | D     | Daniel Georgievski    |
| 18 | Australia (bandiera)          | A     | Joseph Champness      |
| 19 | Australia (bandiera)          | C     | Kosta Petratos        |
| 20 | Nuova Zelanda (bandiera)      | P     | Glen Moss             |
| 21 | Macedonia del Nord (bandiera) | D     | Daniel Alessi         |
| 22 | Australia (bandiera)          | D     | Lachlan Jackson       |
| 23 | Australia (bandiera)          | C     | Devante Clut          |
| 25 | Australia (bandiera)          | C     | Antonee Burke-Gilroy  |
| 26 | Australia (bandiera)          | C     | Mark Moric            |
| 28 | Australia (bandiera)          | D     | Johnny Koutroumbis    |
| 29 | Australia (bandiera)          | C     | Jake Adelson          |
| 44 | Australia (bandiera)          | D     | Nikolai Topor-Stanley |
|    | Argentina (bandiera)          | C     | Patricio Rodríguez    |

## Rosa 2015-2016
| N. |                      | Ruolo | Calciatore       |
| -- | -------------------- | ----- | ---------------- |
| 1  | Australia (bandiera) | P     | Mark Birighitti  |
| 2  | Australia (bandiera) | D     | Daniel Mullen    |
| 3  | Australia (bandiera) | D     | Jason Hoffman    |
| 4  | Australia (bandiera) | D     | Nigel Boogard    |
| 5  | Australia (bandiera) | C     | Ben Kantarovski  |
| 6  | Australia (bandiera) | C     | Cameron Watson   |
| 7  | Serbia (bandiera)    | C     | Enver Alivodić   |
| 8  | Croazia (bandiera)   | C     | Mateo Poljak     |
| 9  | Serbia (bandiera)    | A     | Miloš Trifunović |
| 10 | Brasile (bandiera)   | A     | Leonardo         |
| 11 | Australia (bandiera) | A     | Labinot Haliti   |

| N. |                          | Ruolo | Calciatore          |
| -- | ------------------------ | ----- | ------------------- |
| 12 | Australia (bandiera)     | A     | Andy Brennan        |
| 13 | Corea del Sud (bandiera) | D     | Ki-Je Lee           |
| 14 | Australia (bandiera)     | C     | Mitch Cooper        |
| 15 | Australia (bandiera)     | D     | Themba Muata Marlow |
| 17 | Australia (bandiera)     | A     | Radovan Pavicevic   |
| 18 | Australia (bandiera)     | C     | Joshua Barresi      |
| 20 | Australia (bandiera)     | P     | Ben Kennedy         |
| 22 | Australia (bandiera)     | D     | Lachlan Jackson     |
| 23 | Australia (bandiera)     | C     | David Carney        |
| 25 | Australia (bandiera)     | C     | Ryan Kitto          |
| 26 | Australia (bandiera)     | C     | Brandon Lundy       |

## Rosa 2010-2011
| N. |                        | Ruolo | Calciatore            |
| -- | ---------------------- | ----- | --------------------- |
| 1  | Australia (bandiera)   | P     | Ben Kennedy           |
| 2  | Australia (bandiera)   | D     | Taylor Regan          |
| 3  | Australia (bandiera)   | D     | Adam D'Apuzzo         |
| 4  | Australia (bandiera)   | D     | Nikolai Topor-Stanley |
| 5  | Australia (bandiera)   | D     | Ljubo Miličević       |
| 6  | Australia (bandiera)   | C     | Ben Kantarovski       |
| 7  | Australia (bandiera)   | C     | Kasey Wehrman         |
| 8  | Inghilterra (bandiera) | A     | Michael Bridges       |
| 9  | Cina (bandiera)        | A     | Zhang Shuo            |
| 10 | Australia (bandiera)   | C     | Ruben Zadkovich       |
| 11 | Australia (bandiera)   | D     | Tarek Elrich          |
| 12 | Australia (bandiera)   | C     | Jobe Wheelhouse       |
| 13 | Australia (bandiera)   | A     | Sasho Petrovski       |

| N. |                          | Ruolo | Calciatore          |
| -- | ------------------------ | ----- | ------------------- |
| 14 | Australia (bandiera)     | A     | Labinot Haliti      |
| 15 | Australia (bandiera)     | A     | Sean Rooney         |
| 16 | Nuova Zelanda (bandiera) | C     | Jeremy Brockie      |
| 17 | Italia (bandiera)        | C     | Marcello Fiorentini |
| 18 | Australia (bandiera)     | C     | Marko Jesic         |
| 19 | Iraq (bandiera)          | C     | Ali Abbas Al-Hilfi  |
| 20 | Australia (bandiera)     | P     | Neil Young          |
| 21 | Australia (bandiera)     | C     | Brodie Mooy         |
| 22 | Australia (bandiera)     | C     | Kaz Patafta         |
| 23 | Australia (bandiera)     | A     | Ryan Griffiths      |
| 24 | Inghilterra (bandiera)   | A     | Francis Jeffers     |
| 40 | Australia (bandiera)     | P     | Matthew Nash        |